# Grytan, Västerbotten
Grytan är en sjö i Skellefteå kommun i Västerbotten och ingår i Kågeälven-Skellefteälvens kustområde. Sjön har en area på 0,0594 kvadratkilometer och ligger 1,9 meter över havet.

## Delavrinningsområde
Grytan ingår i det delavrinningsområde (719938-175001) som SMHI kallar för Rinner mot Kågefjärden. Medelhöjden är 9 meter över havet och ytan är 4,45 kvadratkilometer. Det finns inga avrinningsområden uppströms utan avrinningsområdet är högsta punkten. Avrinningsområdets utflöde mynnar i havet, utan att ha någon enskild mynningsplats. Avrinningsområdet består mestadels av skog (80 procent). Avrinningsområdet har 0,06 kvadratkilometer vattenytor vilket ger det en sjöprocent på 1,3 procent.